# Гречаники (блюдо)
Греча́ники — блюдо украинской и белорусской кухни, котлеты из фарша с гречневой кашей. Блюдо издавна очень популярно на Лемковщине и приграничных с Украиной воеводствах Польши. Похожие блюда присутствуют у бретонцев и нормандцев Франции (известно как бретонские галеты — galettes), канадцев Нью-Брансуик (плойе), немцев (бауквейтер-яниннерк), корейцев (мемил-джеон). В отличие от блюда украинской кухни, они более тонкие, подаются обычно со сладкими соусами, вареньем из ягод или йогуртом.

## Приготовление
Могут быть как мясные, так и постные (в этом случаются вместо мясного фарша используются пассерованные овощи, варёный картофель).
В современной украинской и белорусской кухне гречаники жарят как котлеты, или предварительно обжаривают, а затем запекают с добавлением соусов — томатным, грибным или сметанным. Считается, что приготовленные таким образом гречаники получаются более сочными.
Мясной (реже печёночный) фарш и гречневую кашу смешивают, добавляют поджаренный лук, морковь, и сырое яйцо, солят и перчат. Из полученной массы формируются котлетки, которые сначала панируются в муке или сухарях, а затем обжариваются с двух сторон.
В старой украинской кухне гречаниками также называли блюда, напоминающее блины, оладьи, лепёшки или батончики из дрожжевого теста на гречневой муке, а не крупы. Тесто для гречневых блинов готовили с хлебной закваской или дрожжами, добавляя не менее четверти ржаной или пшеничной муки, яйцо и сыворотку (молоко, воду). Обычно готовились с каким-то фаршем (куриным, свиным или телячьим). Впрочем, они могли быть и постной пищей. Блюдо рассматривалось как самостоятельное или в качестве гарнира. Ели со шкварками, молоком, простоквашей, сметаной.
Гречаники-лепёшки делали из более круто вымешанного теста, выпекая их на сковороде. Они служили заменителями хлеба.
В XV—XVIII вв. на Полтавщине гречаниками называли вареники из гречневой муки.